# Statistiche e record di Pete Sampras

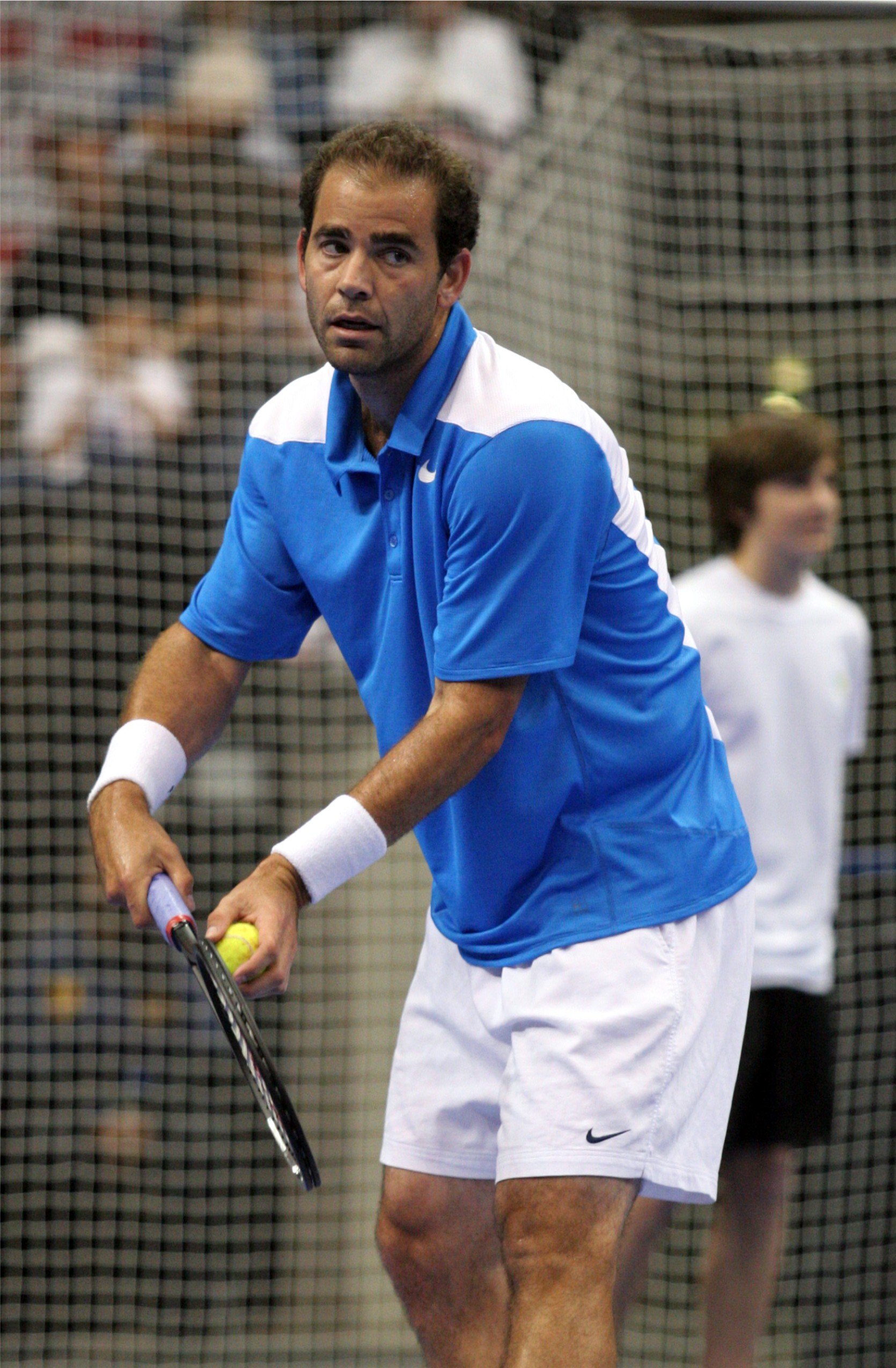
Pete Sampras

In questa pagina sono riportate le statistiche e i record realizzati da Pete Sampras durante la sua carriera tennistica.
Sampras è stato il numero uno della classifica mondiale per 286 settimane (record superato il 16 luglio 2012 da Roger Federer), chiudendo al primo posto la classifica per sei anni consecutivi dal 1993 al 1998 (record superato da Novak Đoković) e dominando il circuito mondiale. Ha vinto 64 tornei ATP, di cui 14 del Grande Slam (quarto di sempre, dietro ai Big Three Novak Djokovic con 24, Rafael Nadal con 22 e Roger Federer con 20) e riuscendo a guadagnare 43 280 489 $. Dei quattro tornei dello Slam, Sampras ha vinto 7 Wimbledon, 5 US Open e 2 Australian Open, mentre nel Roland Garros non è mai riuscito a superare la semifinale, pur essendo stato la testa di serie numero 1.
In tutta la sua carriera il bilancio è stato di 762 vittorie e 222 sconfitte (77,43%) così distribuiti:
- 427–104 (80%) sui campi in cemento
- 101–20 (83%) sui campi d'erba
- 144–44 (77%) sui campi sintetici
- 90–54 (63%) sui campi in terra rossa

## Statistiche

### Singolare (64)

#### Grande Slam

##### Vinte (14)
| Anno | Torneo                      | Superficie | Avversario in finale | Punteggio                 |
| 1990 | US Open, New York           | Cemento    | Andre Agassi         | 6-4, 6-3, 6-2             |
| 1993 | Torneo di Wimbledon, Londra | Erba       | Jim Courier          | 7-63, 7-66, 3-6, 6-3      |
| 1993 | US Open, New York           | Cemento    | Cédric Pioline       | 6-4, 6-4, 6-3             |
| 1994 | Australian Open, Melbourne  | Cemento    | Todd Martin          | 7-64, 6-4, 6-4            |
| 1994 | Torneo di Wimbledon, Londra | Erba       | Goran Ivanišević     | 7-62, 7-65, 6-0           |
| 1995 | Torneo di Wimbledon, Londra | Erba       | Boris Becker         | 65-7, 6-2, 6-4, 6-2       |
| 1995 | US Open, New York           | Cemento    | Andre Agassi         | 6-4, 6-3, 4-6, 7-5        |
| 1996 | US Open, New York           | Cemento    | Michael Chang        | 6-1, 6-4, 7-63            |
| 1997 | Australian Open, Melbourne  | Cemento    | Carlos Moyá          | 6-2, 6-3, 6-3             |
| 1997 | Torneo di Wimbledon, Londra | Erba       | Cédric Pioline       | 6-4, 6-2, 6-4             |
| 1998 | Torneo di Wimbledon, Londra | Erba       | Goran Ivanišević     | 62-7, 7-69, 6-4, 3-6, 6-2 |
| 1999 | Torneo di Wimbledon, Londra | Erba       | Andre Agassi         | 6-3, 6-4, 7-5             |
| 2000 | Torneo di Wimbledon, Londra | Erba       | Patrick Rafter       | 610-7, 7-65, 6-4, 6-2     |
| 2002 | US Open, New York           | Cemento    | Andre Agassi         | 6-3, 6-4, 5-7, 6-4        |

##### Sconfitte (4)
| Anno | Torneo                     | Superficie | Avversario in finale | Punteggio           |
| 1992 | US Open, New York (1)      | Cemento    | Stefan Edberg        | 6-3, 4-6, 65-7, 2–6 |
| 1995 | Australian Open, Melbourne | Cemento    | Andre Agassi         | 6–4, 1–6, 66-7, 4–6 |
| 2000 | US Open, New York (2)      | Cemento    | Marat Safin          | 4–6, 3–6, 3–6       |
| 2001 | US Open, New York (3)      | Cemento    | Lleyton Hewitt       | 64-7, 1–6, 1–6      |

#### Tutti i titoli (64)
| Legenda singolare                                            |
| Grande Slam (14)                                             |
| ATP World Tour Championships / Grand Slam Cup (7)            |
| ATP Super 9 / Masters Series (11)                            |
| ATP Championship Series / ATP International Series Gold (12) |
| ATP World Series / ATP International Series (20)             |

| Legenda superfici |
| Cemento (36)      |
| Terra (3)         |
| Erba (10)         |
| Sintetico (15)    |

| No. | Data              | Torneo                                              | Superficie       | Avversario in finale | Punteggio                   |
| --- | ----------------- | --------------------------------------------------- | ---------------- | -------------------- | --------------------------- |
| 1.  | 19 febbraio 1990  | U.S. Pro Indoor, Filadelfia (1)                     | Sintetico indoor | Andrés Gómez         | 7-6, 7-5, 6-2               |
| 2.  | 18 luglio 1990    | Manchester Open, Manchester                         | Erba             | Gilad Bloom          | 7-6, 7-6                    |
| 3.  | 27 agosto 1990    | US Open, New York (1)                               | Cemento          | Andre Agassi         | 6-4, 6-3, 6-2               |
| 4.  | 23 dicembre 1990  | Grand Slam Cup, Monaco di Baviera (1)               | Cemento indoor   | Brad Gilbert         | 6-3, 6-4, 6-2               |
| 5.  | 29 luglio 1991    | Los Angeles Open, Los Angeles (1)                   | Cemento          | Brad Gilbert         | 6-2, 65-7, 6-3              |
| 6.  | 12 agosto 1991    | Indianapolis Tennis Championships, Indianapolis (1) | Cemento          | Boris Becker         | 7-62, 3-6, 6-3              |
| 7.  | 14 ottobre 1991   | Grand Prix de Tennis de Lyon, Lione (1)             | Sintetico indoor | Olivier Delaître     | 6-1, 6-1                    |
| 8.  | 11 novembre 1991  | ATP Tour World Championships, Francoforte (1)       | Sintetico indoor | Jim Courier          | 3-6, 7-65, 6-3, 6-4         |
| 9.  | 17 febbraio 1992  | Indianapolis Tennis Championships, Indianapolis (2) | Sintetico indoor | Amos Mansdorf        | 6-1, 7-64, 2-6, 7-62        |
| 10. | 20 luglio 1992    | Austrian Open, Kitzbühel                            | Terra rossa      | Alberto Mancini      | 6-3, 7-5, 6-3               |
| 11. | 10 agosto 1992    | Cincinnati Open, Cincinnati (1)                     | Cemento          | Ivan Lendl           | 6-3, 3-6, 6-3               |
| 12. | 17 agosto 1992    | U.S. Pro Indoor, Filadelfia (2)                     | Cemento          | Jim Courier          | 6-4, 6-4                    |
| 13. | 19 ottobre 1992   | Grand Prix de Tennis de Lyon, Lione (2)             | Sintetico indoor | Cédric Pioline       | 6-4, 6-2                    |
| 14. | 11 gennaio 1993   | New South Wales Open, Sydney (1)                    | Cemento          | Thomas Muster        | 7-67, 6-1                   |
| 15. | 27 marzo 1993     | Lipton Championships, Key Biscayne (1)              | Cemento          | MaliVai Washington   | 6-3, 6-2                    |
| 16. | 5 aprile 1993     | Japan Open Tennis Championships, Tokyo (1)          | Cemento          | Brad Gilbert         | 6-2, 6-2, 6-2               |
| 17. | 12 aprile 1993    | Hong Kong Open, Hong Kong (1)                       | Cemento          | Jim Courier          | 6-3, 61-7, 7-62             |
| 18. | 21 giugno 1993    | Torneo di Wimbledon, Londra (1)                     | Erba             | Jim Courier          | 7-63, 7-66, 3-6, 6-3        |
| 19. | 30 agosto 1993    | US Open, New York (2)                               | Cemento          | Cédric Pioline       | 6-4, 6-4, 6-3               |
| 20. | 18 ottobre 1993   | Grand Prix de Tennis de Lyon, Lione (3)             | Sintetico indoor | Cédric Pioline       | 7-65, 1-6, 7-5              |
| 21. | 8 novembre 1993   | European Community Championship, Anversa (1)        | Cemento indoor   | Magnus Gustafsson    | 6-1, 6-4                    |
| 22. | 10 gennaio 1994   | New South Wales Open, Sydney (2)                    | Cemento          | Ivan Lendl           | 7-65, 6-4                   |
| 23. | 17 gennaio 1994   | Australian Open, Melbourne (1)                      | Cemento          | Todd Martin          | 7-64, 6-4, 6-4              |
| 24. | 28 febbraio 1994  | Newsweek Champions Cup, Indian Wells (1)            | Cemento          | Petr Korda           | 4-6, 6-3, 3-6, 6-3, 6-2     |
| 25. | 7 marzo 1994      | Lipton Championships, Key Biscayne (2)              | Cemento          | Andre Agassi         | 5-7, 6-3, 6-3               |
| 26. | 28 marzo 1994     | ATP Osaka, Osaka                                    | Cemento          | Lionel Roux          | 6-2, 6-2                    |
| 27. | 4 aprile 1994     | Japan Open Tennis Championships, Tokyo (2)          | Cemento          | Michael Chang        | 6-4, 6-2                    |
| 28. | 9 maggio 1994     | Internazionali d'Italia, Roma                       | Terra rossa      | Boris Becker         | 6-1, 6-2, 6-2               |
| 29. | 20 giugno 1994    | Torneo di Wimbledon, Londra (2)                     | Erba             | Goran Ivanišević     | 7-62, 7-65, 6-0             |
| 30. | 7 novembre 1994   | European Community Championship, Anversa (2)        | Sintetico indoor | Magnus Larsson       | 7-65, 6-4                   |
| 31. | 14 novembre 1994  | ATP Tour World Championships, Francoforte (2)       | Sintetico indoor | Boris Becker         | 4-6, 6-3, 7-5, 6-4          |
| 32. | 6 marzo 1995      | Newsweek Champions Cup, Indian Wells (2)            | Cemento          | Andre Agassi         | 7-5, 6-3, 7-5               |
| 33. | 12 giugno 1995    | Stella Artois Championships, Londra (1)             | Erba             | Guy Forget           | 7-63, 7-66                  |
| 34. | 26 giugno 1995    | Torneo di Wimbledon, Londra (3)                     | Erba             | Boris Becker         | 65-7, 6-2, 6-4, 6-2         |
| 35. | 28 agosto 1995    | US Open, New York (3)                               | Cemento          | Andre Agassi         | 6-4, 6-3, 4-6, 7-5          |
| 36. | 30 ottobre 1995   | Paris Open, Parigi (1)                              | Sintetico indoor | Boris Becker         | 7-65, 6-4, 6-4              |
| 37. | 12 febbraio 1996  | Sybase Open, San José (1)                           | Cemento indoor   | Andre Agassi         | 6-2, 6-3                    |
| 38. | 19 febbraio 1996  | Kroger St. Jude International, Memphis              | Cemento indoor   | Todd Martin          | 6-4, 7-6                    |
| 39. | 8 aprile 1996     | Hong Kong Open, Hong Kong (2)                       | Cemento          | Michael Chang        | 6-4, 3-6, 6-4               |
| 40. | 15 aprile 1996    | Japan Open Tennis Championships, Tokyo (3)          | Cemento          | Richey Reneberg      | 6-4, 7-5                    |
| 41. | 12 agosto 1996    | Indianapolis Tennis Championships, Indianapolis (3) | Cemento          | Goran Ivanišević     | 7-63, 7-5                   |
| 42. | 26 agosto 1996    | US Open, New York (4)                               | Cemento          | Michael Chang        | 6-1, 6-4, 7-63              |
| 43. | 23 settembre 1996 | Swiss Indoors, Basilea                              | Cemento indoor   | Hendrik Dreekmann    | 7-5, 6-2, 6-0               |
| 44. | 18 novembre 1996  | ATP Tour World Championships, Hannover (3)          | Sintetico indoor | Boris Becker         | 3-6, 7-65, 7-64, 611-7, 6-4 |
| 45. | 13 gennaio 1997   | Australian Open, Melbourne (2)                      | Cemento          | Carlos Moyá          | 6-2, 6-3, 6-3               |
| 46. | 20 febbraio 1997  | Sybase Open, San José (2)                           | Cemento indoor   | Greg Rusedski        | 3-6, 5-0, rit.              |
| 47. | 24 febbraio 1997  | U.S. Pro Indoor, Filadelfia (3)                     | Cemento indoor   | Patrick Rafter       | 5-7, 7-64, 6-3              |
| 48. | 23 giugno 1997    | Torneo di Wimbledon, Londra (4)                     | Erba             | Cédric Pioline       | 6-4, 6-2, 6-4               |
| 49. | 4 agosto 1997     | Cincinnati Open, Cincinnati (2)                     | Cemento          | Thomas Muster        | 6-4, 6-4, 6-3               |
| 50. | 22 settembre 1997 | Grand Slam Cup, Monaco di Baviera (2)               | Sintetico indoor | Patrick Rafter       | 6-2, 6-4, 7-5               |
| 51. | 27 ottobre 1997   | Paris Open, Parigi (2)                              | Sintetico indoor | Jonas Björkman       | 6-3, 4-6, 6-3, 6-1          |
| 52. | 10 novembre 1997  | ATP Tour World Championships, Hannover (4)          | Cemento indoor   | Evgenij Kafel'nikov  | 6-3, 6-2, 6-2               |
| 53. | 23 febbraio 1998  | U.S. Pro Indoor, Filadelfia (4)                     | Cemento indoor   | Thomas Enqvist       | 7-5, 7-63                   |
| 54. | 27 aprile 1998    | Verizon Tennis Challenge, Atlanta, Georgia          | Terra verde      | Jason Stoltenberg    | 62-7, 6-3, 7-64             |
| 55. | 22 giugno 1998    | Torneo di Wimbledon, Londra (5)                     | Erba             | Goran Ivanišević     | 62-7, 7-69, 6-4, 3-6, 6-2   |
| 56. | 12 ottobre 1998   | Vienna Open, Vienna                                 | Sintetico indoor | Karol Kučera         | 6-3, 7-63, 6-1              |
| 57. | 7 giugno 1999     | Stella Artois Championships, Londra (2)             | Erba             | Tim Henman           | 61-7, 6-4, 7-64             |
| 58. | 21 giugno 1999    | Torneo di Wimbledon, Londra (6)                     | Erba             | Andre Agassi         | 6-3, 6-4, 7-5               |
| 59. | 26 luglio 1999    | Countrywide Classic, Los Angeles (2)                | Cemento          | Andre Agassi         | 7-63, 7-61                  |
| 60. | 9 agosto 1999     | Cincinnati Open, Cincinnati (3)                     | Cemento          | Patrick Rafter       | 7-67, 6-3                   |
| 61. | 22 novembre 1999  | ATP Tour World Championships, Hannover (5)          | Cemento indoor   | Andre Agassi         | 6-1, 7-5, 6-4               |
| 62. | 20 marzo 2000     | Ericsson Open, Key Biscayne (3)                     | Cemento          | Gustavo Kuerten      | 6-1, 62-7, 7-65, 7-68       |
| 63. | 26 giugno 2000    | Torneo di Wimbledon, Londra (7)                     | Erba             | Patrick Rafter       | 610-7, 7-65, 6-4, 6-2       |
| 64. | 26 agosto 2002    | US Open, New York (5)                               | Cemento          | Andre Agassi         | 6-3, 6-4, 5-7, 6-4          |

#### Finali perse (24)
| Legenda singolare                                           |
| Grande Slam (4)                                             |
| ATP World Tour Championships / Grand Slam Cup (2)           |
| ATP Super 9 / Masters Series (8)                            |
| ATP Championship Series / ATP International Series Gold (1) |
| ATP World Series / ATP International Series (9)             |

| No. | Data              | Torneo                                       | Superficie       | Avversario in finale | Punteggio                |
| --- | ----------------- | -------------------------------------------- | ---------------- | -------------------- | ------------------------ |
| 1.  | 18 febbraio 1991  | U.S. Pro Indoor, Filadelfia                  | Sintetico indoor | Ivan Lendl           | 7-5, 4-6, 4-6, 6–3, 3–6  |
| 2.  | 24 giugno 1991    | Manchester Open, Manchester                  | Erba             | Goran Ivanišević     | 4-6, 4-6                 |
| 3.  | 12 agosto 1991    | Cincinnati Open, Cincinnati (1)              | Cemento          | Guy Forget           | 6-2, 64-7, 4-6           |
| 4.  | 4 novembre 1991   | Paris Open, Parigi (1)                       | Sintetico indoor | Guy Forget           | 69-7, 6–4, 7–5, 4–6, 4–6 |
| 5.  | 4 maggio 1992     | Verizon Tennis Challenge, Atlanta            | Terra verde      | Andre Agassi         | 5-7, 4-6                 |
| 6.  | 14 settembre 1992 | US Open, New York (1)                        | Cemento          | Stefan Edberg        | 6-3, 4-6, 65-7, 2–6      |
| 7.  | 22 novembre 1993  | ATP Tour World Championships, Francoforte    | Sintetico indoor | Michael Stich        | 63-7, 6-2, 67-7, 2–6     |
| 8.  | 13 giugno 1994    | Stella Artois Championships, Londra (1)      | Erba             | Todd Martin          | 64-7, 64-7               |
| 9.  | 12 dicembre 1994  | Grand Slam Cup, Monaco di Baviera            | Sintetico indoor | Magnus Larsson       | 6-7, 6–4, 65-7, 4–6      |
| 10. | 30 gennaio 1995   | Australian Open, Melbourne                   | Cemento          | Andre Agassi         | 6–4, 1–6, 66-7, 4–6      |
| 11. | 27 marzo 1995     | Lipton Championships, Key Biscayne           | Cemento          | Andre Agassi         | 6-3, 2–6, 63-7           |
| 12. | 31 luglio 1995    | Canada Open, Toronto                         | Cemento          | Andre Agassi         | 6-3, 2–6, 3–6            |
| 13. | 23 ottobre 1995   | Grand Prix de Tennis de Lyon, Lione          | Sintetico indoor | Wayne Ferreira       | 63-7, 7–5, 3–6           |
| 14. | 28 ottobre 1996   | Essen Open, Essen                            | Sintetico indoor | Boris Becker         | 6–3, 3–6, 6–3, 3–6, 4–6  |
| 15. | 16 febbraio 1998  | Sybase Open, San José                        | Cemento indoor   | Andre Agassi         | 2–6, 4–6                 |
| 16. | 17 agosto 1998    | Cincinnati Open, Cincinnati (2)              | Cemento          | Patrick Rafter       | 6–1, 62-7, 4–6           |
| 17. | 9 novembre 1998   | Paris Open, Parigi (2)                       | Sintetico indoor | Greg Rusedski        | 4–6, 64-7, 3–6           |
| 18. | 19 giugno 2000    | Stella Artois Championships, Londra (2)      | Erba             | Lleyton Hewitt       | 4–6, 4–6                 |
| 19. | 11 settembre 2000 | US Open, New York (2)                        | Cemento          | Marat Safin          | 4–6, 3–6, 3–6            |
| 20. | 19 marzo 2001     | Indian Wells Masters, Indian Wells           | Cemento          | Andre Agassi         | 65-7, 5–7, 1–6           |
| 21. | 30 luglio 2001    | Countrywide Classic, Los Angeles             | Cemento          | Andre Agassi         | 4–6, 2–6                 |
| 22. | 27 agosto 2001    | Pilot Pen Tennis, Long Island                | Cemento          | Tommy Haas           | 3–6, 6–3, 2–6            |
| 23. | 10 settembre 2001 | US Open, New York (3)                        | Cemento          | Lleyton Hewitt       | 64-7, 1–6, 1–6           |
| 24. | 29 aprile 2002    | U.S. Men's Clay Court Championships, Houston | Terra rossa      | Andy Roddick         | 69-7, 3-6                |

### Doppio

#### Vinte (2)
| No. | Anno | Torneo                             | Superficie  | Partner     | Avversario in finale           | Punteggio in finale |
| --- | ---- | ---------------------------------- | ----------- | ----------- | ------------------------------ | ------------------- |
| 1.  | 1989 | Internazionali d'Italia, Roma      | Terra rossa | Jim Courier | Danilo Marcelino Mauro Menezes | 6-4 6-3             |
| 2.  | 1995 | Queen's Club Championships, Londra | Erba        | Todd Martin | Jan Apell Jonas Björkman       | 6-4 6-2             |

#### Finali perse (2)
| No. | Anno | Torneo                                    | Superficie  | Partner         | Avversario in finale       | Punteggio in finale |
| --- | ---- | ----------------------------------------- | ----------- | --------------- | -------------------------- | ------------------- |
| 1.  | 1989 | WCT Tournament of Champions, Forest Hills | Terra rossa | Jim Courier     | Rick Leach Jim Pugh        | 4-6 6-4 6-4         |
| 2.  | 1991 | Verizon Tennis Challenge, Orlando         | Cemento     | Nicolás Pereira | Luke Jensen Scott Melville | 6-7 7-6 6-3         |

### Doppio misto
Nessuna finale giocata

## Risultati in progressione
| Sigla | Risultato               |
| ----- | ----------------------- |
| V     | Vincitore               |
| F     | Finalista               |
| SF    | Semifinalista           |
| O     | Oro olimpico            |
| A     | Argento olimpico        |
| SF    | Bronzo olimpico         |
| QF    | Quarti di Finale        |
| 4T    | Quarto turno            |
| 3T    | Terzo turno             |
| 2T    | Secondo turno           |
| 1T    | Primo turno             |
| RR    | Round Robin             |
| LQ    | Turno di qualificazione |
| A     | Assente                 |
| ND    | Non disputato           |

| Legenda superfici    |
| -------------------- |
| Cemento              |
| Terra battuta        |
| Erba                 |
| Superficie variabile |

| Grande Slam                                         |               |               |               |               |               |               |               |               |               |               |               |               |               |               |               |              |              |              |
| Australian Open                                     | A             | 1T            | 4T            | A             | A             | SF            | V             | F             | 3T            | V             | QF            | A             | SF            | 4T            | 4T            | 2 / 11       | 45–9         | 83%          |
| Open di Francia                                     | A             | 2T            | A             | 2T            | QF            | QF            | QF            | 1T            | SF            | 3T            | 2T            | 2T            | 1T            | 2T            | 1T            | 0 / 13       | 24–13        | 65%          |
| Wimbledon                                           | A             | 1T            | 1T            | 2T            | SF            | V             | V             | V             | QF            | V             | V             | V             | V             | 4T            | 2T            | 7 / 14       | 63–7         | 90%          |
| US Open                                             | 1T            | 4T            | V             | QF            | F             | V             | 4T            | V             | V             | 4T            | SF            | A             | F             | F             | V             | 5 / 14       | 71–9         | 89%          |
| Vittorie-sconfitte                                  | 0–1           | 4–4           | 10–2          | 6–3           | 15–3          | 23–2          | 21–2          | 20–2          | 18–3          | 19–2          | 17–3          | 8–1           | 18–3          | 13–4          | 11–3          | 14 / 52      | 203–38       | 84%          |
| Giochi Olimpici                                     |               |               |               |               |               |               |               |               |               |               |               |               |               |               |               |              |              |              |
| Giochi Olimpici                                     | A             | Non disputato | Non disputato | Non disputato | 3T            | Non disputato | Non disputato | Non disputato | A             | Non disputato | Non disputato | Non disputato | A             | ND            | ND            | 0 / 1        | 2–1          | 67%          |
| Torneo di fine anno                                 |               |               |               |               |               |               |               |               |               |               |               |               |               |               |               |              |              |              |
| Tennis Masters Cup                                  | DNQ           | DNQ           | RR            | V             | SF            | F             | V             | SF            | V             | V             | SF            | V             | SF            | DNQ           | DNQ           | 5 / 11       | 35–14        | 71%          |
| Grand Slam Cup                                      | Non disputato | Non disputato | V             | A             | SF            | SF            | F             | QF            | A             | V             | A             | A             | Non disputato | Non disputato | Non disputato |              |              |              |
| ATP Masters Series                                  |               |               |               |               |               |               |               |               |               |               |               |               |               |               |               |              |              |              |
| Indian Wells, Indian Wells                          | 3T            | 3T            | 2T            | A             | 3T            | 3T            | V             | V             | QF            | 2T            | 3T            | 2T            | QF            | F             | SF            | 2 / 14       | 31–12        | 72%          |
| Miami Masters, Miami                                | A             | 1T            | QF            | 2T            | QF            | V             | V             | F             | SF            | SF            | 3T            | QF            | V             | 3T            | 3T            | 3 / 14       | 42–10        | 81%          |
| Monte Carlo Masters, Monte Carlo                    | A             | A             | A             | A             | 2T            | A             | A             | 2T            | A             | 2T            | 3T            | A             | A             | A             | A             | 0 / 4        | 1–4          | 20%          |
| Internazionali d'Italia, Roma                       | A             | 2T            | A             | 2T            | QF            | SF            | V             | 1T            | A             | 1T            | 3T            | 2T            | A             | 1T            | 1T            | 1 / 11       | 18–10        | 64%          |
| Hamburg Masters, Amburgo                            | A             | A             | A             | 3T            | A             | A             | A             | SF            | A             | A             | A             | A             | 2T            | 1T            | 1T            | 0 / 5        | 5–5          | 50%          |
| Canada Masters, Toronto / Montréal                  | A             | A             | SF            | 2T            | A             | 3T            | A             | F             | A             | A             | QF            | A             | QF            | A             | 3T            | 0 / 7        | 15–7         | 68%          |
| Cincinnati Open, Cincinnati                         | 1T            | 3T            | 3T            | F             | V             | SF            | A             | QF            | QF            | V             | F             | V             | 3T            | 2T            | 2T            | 3 / 14       | 38–11        | 78%          |
| Stoccolma/Essen/Stoccarda1                          | A             | A             | SF            | QF            | SF            | 2T            | SF            | SF            | F             | 3T            | SF            | A             | A             | QF            | A             | 0 / 10       | 23–10        | 70%          |
| BNP Paribas Masters, Parigi                         | A             | A             | 3T            | F             | 2T            | QF            | QF            | V             | 2T            | V             | F             | 3T            | A             | A             | A             | 2 / 10       | 24–7         | 77%          |
| ATP Championship Series / ATP World Tour 500 series |               |               |               |               |               |               |               |               |               |               |               |               |               |               |               |              |              |              |
| U.S. Pro Indoor, Filadelfia                         | 1T            | 2T            | V             | F             | V             | SF            | 1T            | 2T            | A             | V             | V             | Non disputato | Non disputato | Non disputato | Non disputato |              |              |              |
| U.S. National Indoor Tennis Championships, Memphis  | A             | 2T            | 250           | 3T            | QF            | A             | A             | SF            | V             | A             | A             | A             | A             | 2T            | A             |              |              |              |
| Indianapolis Tennis Championships, Indianapolis     | A             | QF            | QF            | V             | V             | QF            | A             | SF            | V             | 3T            | A             | QF            | A             | A             | A             |              |              |              |
| Milan Indoor, Milano                                | A             | A             | 250           | 250           | 250           | A             | A             | A             | A             | A             | A             | A             | A             | 250           | 250           |              |              |              |
| Toronto Indoor, Toronto                             | A             | A             | 1T            | Non disputato | Non disputato | Non disputato | Non disputato | Non disputato | Non disputato | Non disputato | Non disputato | Non disputato | Non disputato | Non disputato | Non disputato |              |              |              |
| Japan Open Tennis Championships, Tokyo              | A             | A             | A             | A             | A             | V             | V             | A             | V             | A             | A             | A             | A             | A             | A             |              |              |              |
| European Community Championship, Anversa            | A             | A             | A             | A             | 250           | 250           | 250           | ND            | A             | A             | A             | Non disputato | Non disputato | Non disputato | Non disputato |              |              |              |
| Torneo Godó, Barcellona                             | A             | A             | A             | A             | A             | A             | A             | 2T            | A             | A             | A             | A             | A             | A             | A             |              |              |              |
| ABN AMRO World Tennis Tournament, Rotterdam         | 250           | 250           | 250           | 250           | 250           | 250           | 250           | 250           | 250           | 250           | 250           | A             | A             | A             | A             |              |              |              |
| Pilot Pen International, New Heaven                 | Non disputato | Non disputato | Non disputato | Non disputato | Non disputato | Non disputato | Non disputato | Non disputato | Non disputato | Non disputato | 3T            | Non disputato | Non disputato | Non disputato | Non disputato |              |              |              |
| Vienna Indoor, Vienna                               | A             | A             | 250           | 250           | 250           | 250           | 250           | 250           | 250           | A             | V             | A             | A             | A             | A             |              |              |              |
| ATP World Series / ATP International Series         |               |               |               |               |               |               |               |               |               |               |               |               |               |               |               |              |              |              |
| U.S. National Indoor Tennis Championships, Memphis  | A             | 2T            | A             | 500           | 500           | 500           | 500           | 500           | 500           | 500           | 500           | 500           | 500           | 500           | 500           |              |              |              |
| Eagle Classic, Scottdale/Las Vegas                  | 2T            | A             | ND            | ND            | A             | A             | A             | A             | A             | A             | A             | 2T            | 2T            | 1T            | 2T            |              |              |              |
| Detroit Open, Detroit                               | QF            | A             | A             | A             | A             | A             | A             | A             | A             | A             | A             | A             | A             | A             | A             |              |              |              |
| Los Angeles Open, Los Angeles                       | 2T            | 1T            | SF            | V             | A             | SF            | A             | A             | A             | A             | A             | V             | A             | F             | A             |              |              |              |
| Queen's Club Championships, Londra                  | A             | 3T            | 3T            | 2T            | QF            | 2T            | F             | V             | A             | QF            | 3T            | V             | F             | SF            | A             |              |              |              |
| ATP Volvo International, Stratton Mountain          | A             | 1T            | A             | A             | A             | A             | A             | A             | A             | A             | Non disputato | Non disputato | Non disputato | Non disputato | Non disputato |              |              |              |
| Pacific Coast Championships, San Francisco          | A             | 1T            | A             | A             | A             | A             | A             | A             | V             | V             | F             | SF            | A             | A             | A             |              |              |              |
| South Australian Open, Adelaide                     | A             | QF            | A             | A             | A             | A             | A             | A             | A             | A             | A             | A             | A             | A             | 1T            |              |              |              |
| Verizon Tennis Challenge, Orlando/Atlanta           | A             | A             | A             | SF            | F             | SF            | A             | A             | A             | A             | V             | A             | A             | A             | A             |              |              |              |
| Grand Prix de Tennis de Lyon, Lione                 | A             | A             | A             | V             | V             | V             | A             | F             | A             | A             | QF            | A             | A             | A             | A             |              |              |              |
| Austrian Open, Kitzbühel                            | A             | A             | A             | A             | V             | A             | A             | A             | A             | A             | A             | A             | A             | A             | A             |              |              |              |
| ATP Nizza, Nizza                                    | A             | A             | A             | A             | 2T            | A             | A             | A             | A             | A             | A             | A             | A             | A             | A             |              |              |              |
| Australian Indoor Championships, Sydney             | A             | A             | A             | SF            | A             | A             | A             | Non disputato | Non disputato | Non disputato | Non disputato | Non disputato | Non disputato | Non disputato | Non disputato |              |              |              |
| Wembley Championship, Londra                        | A             | A             | 2T            | A             | A             | A             | A             | A             | A             | A             | A             | A             | A             | A             | A             |              |              |              |
| Hong Kong Open, Hong Kong                           | A             | A             | A             | A             | A             | V             | A             | A             | V             | A             | A             | A             | A             | A             | A             |              |              |              |
| Manchester Open, Manchester                         | A             | A             | V             | F             | A             | A             | Non disputato | Non disputato | Non disputato | Non disputato | Non disputato | Non disputato | Non disputato | Non disputato | Non disputato |              |              |              |
| Qatar Open ATP, Doha                                | A             | A             | A             | A             | A             | A             | 1T            | A             | A             | A             | A             | A             | A             | A             | A             |              |              |              |
| ATP Osaka, Osaka                                    | A             | A             | A             | A             | A             | A             | V             | Non disputato | Non disputato | Non disputato | Non disputato | Non disputato | Non disputato | Non disputato | Non disputato |              |              |              |
| Swiss Indoors, Basilea                              | A             | A             | A             | A             | A             | A             | A             | A             | V             | A             | 1T            | A             | A             | A             | A             |              |              |              |
| Stockholm Open, Stoccolma                           | A             | A             | Masters       | Masters       | Masters       | Masters       | Masters       | A             | A             | A             | 1T            | A             | A             | A             | A             |              |              |              |
| Pilot Pen Tennis, Long Island                       | A             | A             | QF            | A             | A             | A             | A             | A             | A             | A             | A             | A             | A             | F             | 2T            |              |              |              |
| Milan Indoor, Milano                                | A             | A             | SF            | A             | A             | 500           | 500           | 500           | 500           | 500           | 500           | 500           | 500           | A             | A             |              |              |              |
| New South Wales Open, Sydney                        | A             | A             | QF            | A             | A             | V             | V             | A             | A             | A             | A             | A             | A             | A             | A             |              |              |              |
| BMW Open, Monaco di Baviera                         | A             | A             | 1T            | A             | A             | A             | A             | A             | A             | A             | A             | A             | A             | A             | A             |              |              |              |
| European Community Championship, Anversa            | A             | A             | A             | A             | A             | V             | V             | ND            | 500           | 500           | 500           | 500           | 500           | 500           | 500           |              |              |              |
| ABN AMRO World Tennis Tournament, Rotterdam         | A             | A             | A             | A             | A             | A             | A             | A             | QF            | A             | A             | 500           | 500           | 500           | 500           |              |              |              |
| Vienna Indoor, Vienna                               | A             | A             | A             | A             | A             | A             | A             | A             | 500           | 500           | 500           | 500           | 500           | 500           | 500           |              |              |              |
| Halle Open, Halle                                   | A             | A             | A             | A             | A             | A             | A             | A             | A             | A             | A             | A             | A             | A             | 2T            |              |              |              |
| U.S. Men's Clay Court Championships, Houston        | A             | A             | A             | A             | A             | A             | A             | A             | A             | A             | A             | A             | A             | A             | F             |              |              |              |
| Altri tornei                                        |               |               |               |               |               |               |               |               |               |               |               |               |               |               |               |              |              |              |
| WCT Tournament of Champions, Forest Hills           | 1T            | 1T            | ND            | Non disputato | Non disputato | Non disputato | Non disputato | Non disputato | Non disputato | Non disputato | Non disputato | Non disputato | Non disputato | Non disputato | Non disputato |              |              |              |
| Schenectady Open, Schenectady                       | SF            | A             | A             | A             | A             | A             | A             | Non disputato | Non disputato | Non disputato | Non disputato | Non disputato | Non disputato | Non disputato | Non disputato |              |              |              |
| Rye Brook Open, Rye Brook                           | 2T            | Non disputato | Non disputato | Non disputato | Non disputato | Non disputato | Non disputato | Non disputato | Non disputato | Non disputato | Non disputato | Non disputato | Non disputato | Non disputato | Non disputato |              |              |              |
| Frankfurt Grand Prix, Francoforte                   | A             | 1T            | Non disputato | Non disputato | Non disputato | Non disputato | Non disputato | Non disputato | Non disputato | Non disputato | Non disputato | Non disputato | Non disputato | Non disputato | Non disputato |              |              |              |
| Statistiche generali                                |               |               |               |               |               |               |               |               |               |               |               |               |               |               |               |              |              |              |
|                                                     | 1988          | 1989          | 1990          | 1991          | 1992          | 1993          | 1994          | 1995          | 1996          | 1997          | 1998          | 1999          | 2000          | 2001          | 2002          | Titoli       | V–S          | %Vittorie    |
| Tornei disputati                                    | 10            | 19            | 22            | 20            | 21            | 23            | 18            | 21            | 17            | 17            | 22            | 13            | 12            | 15            | 15            | 265          | 265          | 265          |
| Titoli-Finali                                       | 0–0           | 0–0           | 4–4           | 4–8           | 5–7           | 8–9           | 10–12         | 5–9           | 8–9           | 8–8           | 4–7           | 5–5           | 2–4           | 0–4           | 1–2           | 64 / 265     | 64–88        | 72.73%       |
| V-S sul cemento                                     | 8–7           | 13–10         | 27–8          | 25–7          | 25–5          | 43–6          | 37–3          | 37–6          | 46–4          | 37–5          | 30–10         | 23–5          | 28–7          | 26–10         | 20–8          | 36           | 427–104      | 80,41%       |
| V-S su erba                                         | 0–0           | 2–2           | 6–2           | 5–3           | 7–2           | 7–1           | 11–1          | 12–0          | 4–1           | 9–1           | 8–1           | 12–0          | 11–1          | 6–2           | 2–3           | 10           | 101–20       | 83,47%       |
| V-S su sintetico                                    | 2–2           | 1–4           | 18–6          | 19–6          | 18–4          | 21–5          | 17–6          | 16–5          | 10–3          | 10–2          | 14–3          | 1–0           | 1–1           | 0–0           | 0–0           | 15           | 144–44       | 76,60%       |
| V-S su terra rossa                                  | 0–1           | 2–3           | 0–1           | 3–3           | 22–8          | 14–4          | 12–2          | 7–5           | 5–3           | 2–4           | 9–3           | 4–3           | 2–4           | 3–4           | 5–6           | 3            | 90–54        | 62,50%       |
| Vittorie-sconfitte totali                           | 10–10         | 18–19         | 51–17         | 52–19         | 72–19         | 85–16         | 77–12         | 72–16         | 65–11         | 55–12         | 61–17         | 40–8          | 42–13         | 35–16         | 27–17         | 64 / 265     | 762–222      | 77,44%       |
| Percentuale vittorie                                | 50%           | 48,64%        | 75%           | 73,25%        | 79,12%        | 84,16%        | 86,52%        | 81,82%        | 85,53%        | 82,09%        | 78,20%        | 83,33%        | 76,36%        | 68,63%        | 61,36%        | 77.44%       | 77.44%       | 77.44%       |
| Ranking a fine anno                                 | 97            | 81            | 5             | 6             | 3             | 1             | 1             | 1             | 1             | 1             | 1             | 3             | 3             | 10            | 13            | 43 107 109 $ | 43 107 109 $ | 43 107 109 $ |

1 Questo torneo si è giocato a Stoccolma fino al 1994, a Essen nel 1995, e a Stoccarda dal 1996 al 2001.

## Vittorie contro i top-10 per stagione
| Anno | Numero             | Avversario       | Ranking                                         | Torneo                                          | Superficie       | Turno                         | Punteggio             |
| ---- | ------------------ | ---------------- | ----------------------------------------------- | ----------------------------------------------- | ---------------- | ----------------------------- | --------------------- |
| 1988 | 1.                 | Tim Mayotte      | 8                                               | Detroit Open, Detroit                           | Sintetico indoor | 2T                            | 6-3 6-4               |
| 1990 |                    |                  |                                                 |                                                 |                  |                               |                       |
| 2.   | Andre Agassi       | 6                | U.S. Pro Indoor, Filadelfia                     | Sintetico indoor                                | 3T               | 5-7 7-5 ritiro                |                       |
| 3.   | Tim Mayotte        | 8                | U.S. Pro Indoor, Filadelfia                     | Sintetico indoor                                | QF               | 6-4 4-6 6-3                   |                       |
| 4.   | Thomas Muster      | 6                | US Open, New York                               | Cemento                                         | 4T               | 6-7 7-6 6-4 6-3               |                       |
| 5.   | Ivan Lendl         | 3                | US Open, New York                               | Cemento                                         | QF               | 6-4 7-6 3-6 4-6 6-2           |                       |
| 6.   | Andre Agassi       | 4                | US Open, New York                               | Cemento                                         | F                | 6-4 6-3 6-2                   |                       |
| 7.   | Emilio Sánchez     | 8                | ATP Tour World Championships, Francoforte       | Sintetico indoor                                | RR               | 6-2 6-4                       |                       |
| 8.   | Goran Ivanišević   | 9                | Grand Slam Cup, Monaco di Baviera               | Sintetico indoor                                | QF               | 7-6 6-7 8-6                   |                       |
| 9.   | Brad Gilbert       | 10               | Grand Slam Cup, Monaco di Baviera               | Sintetico indoor                                | F                | 6-3 6-4 6-2                   |                       |
| 1991 | 10.                | Stefan Edberg    | 2                                               | Cincinnati Open, Cincinnati                     | Cemento          | QF                            | 6-3 6-3               |
| 1991 | 11.                | Jim Courier      | 5                                               | Cincinnati Open, Cincinnati                     | Cemento          | SF                            | 6-2 7-5               |
| 1991 | 12.                | Jim Courier      | 5                                               | Indianapolis Tennis Championships, Indianapolis | Cemento          | SF                            | 6-3 7-6(7)            |
| 1991 | 13.                | Boris Becker     | 1                                               | Indianapolis Tennis Championships, Indianapolis | Cemento          | F                             | 7-6(2) 3-6 6-3        |
| 1991 | 14.                | Michael Stich    | 4                                               | ATP Tour World Championships, Francoforte       | Sintetico indoor | RR                            | 6-2 7-6(3)            |
| 1991 | 15.                | Andre Agassi     | 8                                               | ATP Tour World Championships, Francoforte       | Sintetico indoor | RR                            | 6-3 1-6 6-3           |
| 1991 | 16.                | Ivan Lendl       | 5                                               | ATP Tour World Championships, Francoforte       | Sintetico indoor | SF                            | 6-2 6-3               |
| 1991 | 17.                | Jim Courier      | 2                                               | ATP Tour World Championships, Francoforte       | Sintetico indoor | F                             | 3-6 7-6(5) 6-3 6-4    |
| 1992 | 18.                | Michael Stich    | 4                                               | Torneo di Wimbledon, Londra                     | Erba             | QF                            | 6-3 6-2 6-4           |
| 1992 | 19.                | Petr Korda       | 6                                               | Cincinnati Open, Cincinnati                     | Cemento          | QF                            | 6-3 6-3               |
| 1992 | 20.                | Stefan Edberg    | 2                                               | Cincinnati Open, Cincinnati                     | Cemento          | SF                            | 6-2 6-3               |
| 1992 | 21.                | Boris Becker     | 9                                               | Indianapolis Tennis Championships, Indianapolis | Cemento          | SF                            | 6-7(3) 6-2 7-6(3)     |
| 1992 | 22.                | Jim Courier      | 1                                               | Indianapolis Tennis Championships, Indianapolis | Cemento          | F                             | 6-4 6-4               |
| 1992 | 23.                | Jim Courier      | 1                                               | US Open, New York                               | Cemento          | SF                            | 6-1 3-6 6-2 6-2       |
| 1992 | 24.                | Petr Korda       | 5                                               | Stockholm Open, Stoccolma                       | Sintetico indoor | SF                            | 7-6(4) 5-7 6-3        |
| 1992 | 25.                | Boris Becker     | 7                                               | ATP Tour World Championships, Francoforte       | Sintetico indoor | RR                            | 7-6(5) 7-6(3)         |
| 1992 | 26.                | Stefan Edberg    | 2                                               | ATP Tour World Championships, Francoforte       | Sintetico indoor | RR                            | 6-3 3-6 7-5           |
| 1992 | 27.                | Petr Korda       | 6                                               | ATP Tour World Championships, Francoforte       | Sintetico indoor | RR                            | 3-6 6-3 6-3           |
| 1993 | 28.                | Petr Korda       | 5                                               | Lipton Championships, Miami                     | Cemento          | SF                            | 6-3 2-6 6-2           |
| 1993 | 29.                | Jim Courier      | 2                                               | Hong Kong Open, Hong Kong                       | Cemento          | F                             | 6-3 6-7(1) 7-6(2)     |
| 1993 | 30.                | Michael Stich    | 10                                              | World Team Cup, Düsseldorf                      | Terra rossa      | F                             | 6-4 6-2               |
| 1993 | 31.                | Boris Becker     | 4                                               | Torneo di Wimbledon, Londra                     | Erba             | SF                            | 7-6(5) 6-4 6-4        |
| 1993 | 32.                | Jim Courier      | 2                                               | Torneo di Wimbledon, Londra                     | Erba             | F                             | 7-6(3) 7-6(6) 3-6 6-3 |
| 1993 | 33.                | Michael Chang    | 7                                               | US Open, New York                               | Cemento          | QF                            | 6-7 7-6(2) 6-1 6-1    |
| 1993 | 34.                | Cédric Pioline   | 10                                              | Grand Prix de Tennis de Lyon, Lione             | Sintetico indoor | F                             | 7-6(5) 1-6 7-5        |
| 1993 | 35.                | Goran Ivanišević | 8                                               | ATP Tour World Championships, Francoforte       | Sintetico indoor | RR                            | 6-3 4-6 6-2           |
| 1993 | 36.                | Stefan Edberg    | 5                                               | ATP Tour World Championships, Francoforte       | Sintetico indoor | RR                            | 6-3 7-6(3)            |
| 1993 | 37.                | Sergi Bruguera   | 4                                               | ATP Tour World Championships, Francoforte       | Sintetico indoor | RR                            | 6-3 1-6 6-3           |
| 1993 | 38.                | Andrij Medvedjev | 6                                               | ATP Tour World Championships, Francoforte       | Sintetico indoor | SF                            | 6-3 6-0               |
| 1993 | 39.                | Thomas Muster    | 9                                               | Grand Slam Cup, Monaco di Baviera               | Sintetico indoor | 1T                            | 6-3 6-1               |
| 1993 | 40.                | Michael Chang    | 8                                               | Grand Slam Cup, Monaco di Baviera               | Sintetico indoor | SF                            | 7-6 6-3               |
| 1994 |                    |                  |                                                 |                                                 |                  |                               |                       |
| 41.  | Jim Courier        | 3                | Australian Open, Melbourne                      | Cemento                                         | SF               | 6-3 6-4 6-4                   |                       |
| 42.  | Stefan Edberg      | 4                | Indian Wells Masters, Indian Wells              | Cemento                                         | SF               | 6-3 3-6 6-4                   |                       |
| 43.  | Jim Courier        | 5                | Miami Masters, Miami                            | Cemento                                         | SF               | 6-4 7-6(10)                   |                       |
| 44.  | Michael Chang      | 9                | Japan Open Tennis Championships, Tokyo          | Cemento                                         | F                | 6-4 6-2                       |                       |
| 45.  | Michael Chang      | 8                | Torneo di Wimbledon, Londra                     | Erba                                            | QF               | 6-4 6-1 6-3                   |                       |
| 46.  | Todd Martin        | 9                | Torneo di Wimbledon, Londra                     | Erba                                            | SF               | 6-4 6-4 3-6 6-3               |                       |
| 47.  | Goran Ivanišević   | 5                | Torneo di Wimbledon, Londra                     | Erba                                            | F                | 7-6(2) 7-6(5) 6-0             |                       |
| 48.  | Stefan Edberg      | 8                | ATP Tour World Championships, Francoforte       | Sintetico indoor                                | RR               | 7-6 6-3 7-6(3)                |                       |
| 49.  | Goran Ivanišević   | 4                | ATP Tour World Championships, Francoforte       | Sintetico indoor                                | RR               | 6-3 6-4                       |                       |
| 50.  | Andre Agassi       | 2                | ATP Tour World Championships, Francoforte       | Sintetico indoor                                | SF               | 4-6 7-6(5) 6-3                |                       |
| 51.  | Boris Becker       | 5                | ATP Tour World Championships, Francoforte       | Sintetico indoor                                | SF               | 4-6 6-3 7-5 6-4               |                       |
| 52.  | Boris Becker       | 6                | Grand Slam Cup, Monaco di Baviera               | Sintetico indoor                                | QF               | 6-4 6-3                       |                       |
| 53.  | Goran Ivanišević   | 5                | Grand Slam Cup, Monaco di Baviera               | Sintetico indoor                                | SF               | 5-7 6-3 6-4 6-7 10-8          |                       |
| 1995 |                    |                  |                                                 |                                                 |                  |                               |                       |
| 54.  | Michael Chang      | 6                | Australian Open, Melbourne                      | Cemento                                         | SF               | 6-7(6) 6-3 6-4 6-4            |                       |
| 55.  | Andre Agassi       | 2                | Indian Wells, Indian Wells                      | Cemento                                         | F                | 7-5 6-3 7-5                   |                       |
| 56.  | Wayne Ferreira     | 2                | ATP German Open, Amburgo                        | Terra rossa                                     | QF               | 6-2 6-2                       |                       |
| 57.  | Goran Ivanišević   | 6                | Torneo di Wimbledon, Londra                     | Erba                                            | SF               | 7-6(7) 4-6 6-3 4-6 6-3        |                       |
| 58.  | Boris Becker       | 4                | Torneo di Wimbledon, Londra                     | Erba                                            | F                | 6-7(5) 6-2 6-4 6-2            |                       |
| 59.  | Michael Stich      | 9                | Canada Open, Montréal                           | Cemento                                         | QF               | 7-6(3) 6-2                    |                       |
| 60.  | Andre Agassi       | 1                | US Open, New York                               | Cemento                                         | F                | 6-4 6-3 4-6 7-5               |                       |
| 61.  | Thomas Enqvist     | 8                | Coppa Davis, Las Vegas                          | Cemento                                         | SF               | 6-3 6-4 3-6 6-3               |                       |
| 62.  | Jim Courier        | 8                | Essen Open, Essen                               | Cemento                                         | QF               | 6-2 7-6(6)                    |                       |
| 63.  | Jim Courier        | 7                | Paris Open, Parigi                              | Sintetico indoor                                | SF               | 6-4 3-6 6-3                   |                       |
| 64.  | Boris Becker       | 5                | Paris Open, Parigi                              | Sintetico indoor                                | F                | 7-6(5) 6-4 6-4                |                       |
| 65.  | Yevgeny Kafelnikov | 6                | ATP Tour World Championships, Francoforte       | Sintetico indoor                                | RR               | 6-3 6-3                       |                       |
| 66.  | Boris Becker       | 5                | ATP Tour World Championships, Francoforte       | Sintetico indoor                                | RR               | 6-2 7-6(3)                    |                       |
| 67.  | Yevgeny Kafelnikov | 6                | Coppa Davis, Mosca                              | Terra rossa indoor                              | F                | 6-2 6-4 7-6                   |                       |
| 1996 |                    |                  |                                                 |                                                 |                  |                               |                       |
| 68.  | Andre Agassi       | 3                | Sybase Open, San Jose                           | Cemento indoor                                  | F                | 6-2 6-3                       |                       |
| 69.  | Michael Chang      | 5                | Kroger St. Jude International, Memphis          | Cemento indoor                                  | SF               | 6-3 6-2                       |                       |
| 70.  | Michael Chang      | 4                | Hong Kong Open, Hong Kong                       | Cemento                                         | SF               | 6-4 3-6 6-4                   |                       |
| 71.  | Jim Courier        | 8                | Open di Francia, Parigi                         | Terra rossa                                     | QF               | 6-7(4) 4-6 6-4 6-4 6-4        |                       |
| 72.  | Goran Ivanišević   | 7                | Indianapolis Tennis Championships, Indianapolis | Cemento                                         | F                | 7-6(3) 7-5                    |                       |
| 73.  | Goran Ivanišević   | 6                | US Open, New York                               | Cemento                                         | F                | 6-3 6-4 6-7(9) 6-3            |                       |
| 74.  | Michael Chang      | 3                | US Open, New York                               | Cemento                                         | F                | 6-1 6-4 7-6(3)                |                       |
| 75.  | Yevgeny Kafelnikov | 5                | Swiss Indoors, Basilea                          | Cemento indoor                                  | SF               | 7-6(4) 6-3                    |                       |
| 76.  | Andre Agassi       | 9                | Stuttgart Super 9, Stoccarda                    | Sintetico indoor                                | QF               | 6-4 6-1                       |                       |
| 77.  | Andre Agassi       | 7                | ATP Tour World Championships, Hannover          | Sintetico indoor                                | RR               | 6-2 6-1                       |                       |
| 78.  | Yevgeny Kafelnikov | 3                | ATP Tour World Championships, Hannover          | Sintetico indoor                                | RR               | 6-4 6-4                       |                       |
| 79.  | Goran Ivanišević   | 4                | ATP Tour World Championships, Hannover          | Sintetico indoor                                | SF               | 6-7(6) 7-6(4) 7-5             |                       |
| 80.  | Boris Becker       | 6                | ATP Tour World Championships, Hannover          | Sintetico indoor                                | SF               | 3-6 7-6(5) 7-6(4) 6-7(11) 6-4 |                       |
| 1997 |                    |                  |                                                 |                                                 |                  |                               |                       |
| 81.  | Thomas Muster      | 5                | Australian Open, Melbourne                      | Cemento                                         | SF               | 6-1 7-6(3) 6-3                |                       |
| 82.  | Yevgeny Kafelnikov | 6                | Cincinnati Open, Cincinnati                     | Cemento                                         | QF               | 6-2 6-2                       |                       |
| 83.  | Thomas Muster      | 4                | Cincinnati Open, Cincinnati                     | Cemento                                         | F                | 6-3 6-4                       |                       |
| 84.  | Patrick Rafter     | 3                | Coppa Davis, Washington                         | Cemento                                         | SF               | 6-7 6-1 6-1 6-4               |                       |
| 85.  | Greg Rusedski      | 10               | Grand Slam Cup, Monaco di Baviera               | Sintetico indoor                                | SF               | 3-6 7-6 7-6 6-2               |                       |
| 86.  | Patrick Rafter     | 3                | Grand Slam Cup, Monaco di Baviera               | Sintetico indoor                                | F                | 6-2 6-4 7-5                   |                       |
| 87.  | Petr Korda         | 8                | Paris Open, Parigi                              | Sintetico indoor                                | 3T               | 4-6 7-6(2) 6-4                |                       |
| 88.  | Yevgeny Kafelnikov | 6                | Paris Open, Parigi                              | Sintetico indoor                                | SF               | 7-6(2) 6-3                    |                       |
| 89.  | Jonas Björkman     | 10               | Paris Open, Parigi                              | Sintetico indoor                                | F                | 6-3 4-6 6-3 6-1               |                       |
| 90.  | Greg Rusedski      | 5                | ATP Tour World Championships, Hannover          | Cemento indoor                                  | RR               | 6-4 7-5                       |                       |
| 91.  | Patrick Rafter     | 3                | ATP Tour World Championships, Hannover          | Cemento indoor                                  | RR               | 6-4 6-1                       |                       |
| 92.  | Jonas Björkman     | 4                | ATP Tour World Championships, Hannover          | Cemento indoor                                  | SF               | 6-3 6-4                       |                       |
| 93.  | Yevgeny Kafelnikov | 6                | ATP Tour World Championships, Hannover          | Cemento indoor                                  | F                | 6-3 6-2 6-2                   |                       |
| 1998 |                    |                  |                                                 |                                                 |                  |                               |                       |
| 94.  | Karol Kučera       | 9                | US Open, New York                               | Cemento                                         | QF               | 6-3 7-5 6-4                   |                       |
| 95.  | Karol Kučera       | 7                | Vienna indoor, Vienna                           | Sintetico indoor                                | F                | 6-3 7-5 6-4                   |                       |
| 96.  | Yevgeny Kafelnikov | 10               | ATP Tour World Championships, Hannover          | Cemento indoor                                  | RR               | 6-2 6-4                       |                       |
| 97.  | Carlos Moyá        | 5                | ATP Tour World Championships, Hannover          | Cemento indoor                                  | RR               | 6-3 6-3                       |                       |
| 98.  | Karol Kučera       | 7                | ATP Tour World Championships, Hannover          | Cemento indoor                                  | RR               | 6-2 6-1                       |                       |
| 1999 |                    |                  |                                                 |                                                 |                  |                               |                       |
| 99.  | Tim Henman         | 6                | Queen's Club Championships, Londra              | Erba                                            | F                | 6-7(1) 6-4 7-6(4)             |                       |
| 100. | Tim Henman         | 6                | Torneo di Wimbledon, Londra                     | Erba                                            | SF               | 3-6 6-4 6-3 6-4               |                       |
| 101. | Andre Agassi       | 4                | Torneo di Wimbledon, Londra                     | Erba                                            | F                | 6-3 6-4 7-5                   |                       |
| 102. | Andre Agassi       | 3                | Countrywide Classic, Los Angeles                | Cemento                                         | F                | 7-6(3) 7-6(1)                 |                       |
| 103. | Andre Agassi       | 3                | Cincinnati, Cincinnati                          | Cemento                                         | SF               | 7-6(7) 6-4                    |                       |
| 104. | Patrick Rafter     | 4                | Cincinnati, Cincinnati                          | Cemento                                         | F                | 7-6(7) 6-3                    |                       |
| 105. | Gustavo Kuerten    | 3                | ATP Tour World Championships, Hannover          | Cemento indoor                                  | RR               | 6-2 6-3                       |                       |
| 106. | Nicolás Lapentti   | 8                | ATP Tour World Championships, Hannover          | Cemento indoor                                  | RR               | 7-6(2) 7-6(5)                 |                       |
| 107. | Nicolas Kiefer     | 6                | ATP Tour World Championships, Hannover          | Cemento indoor                                  | SF               | 6-3 6-3                       |                       |
| 108. | Andre Agassi       | 1                | ATP Tour World Championships, Hannover          | Cemento indoor                                  | F                | 6-1 7-5 6-4                   |                       |
| 2000 |                    |                  |                                                 |                                                 |                  |                               |                       |
| 109. | Nicolás Lapentti   | 9                | Miami Masters, Miami                            | Cemento                                         | QF               | 6-4 7-6(3)                    |                       |
| 110. | Gustavo Kuerten    | 6                | Miami Masters, Miami                            | Cemento                                         | F                | 6-1 6-7(2) 7-6(5) 7-6(8)      |                       |
| 111. | Magnus Norman      | 3                | World Team Cup, Düsseldorf                      | Terra rossa                                     | RR               | 6-3 6-4                       |                       |
| 112. | Lleyton Hewitt     | 9                | US Open, New York                               | Cemento                                         | SF               | 7-6(7) 6-4 7-6(5)             |                       |
| 113. | Àlex Corretja      | 7                | Tennis Masters Cup, Lisbona                     | Cemento indoor                                  | RR               | 7-6(2) 7-5                    |                       |
| 114. | Marat Safin        | 1                | Tennis Masters Cup, Lisbona                     | Cemento indoor                                  | RR               | 6-3 6-2                       |                       |
| 2001 |                    |                  |                                                 |                                                 |                  |                               |                       |
| 115. | Yevgeny Kafelnikov | 6                | Indian Wells Masters, Indian Wells              | Cemento                                         | SF               | 7-5 6-4                       |                       |
| 116. | Sébastien Grosjean | 10               | World Team Cup, Düsseldorf                      | Terra rossa                                     | RR               | 6-3 3-6 6-3                   |                       |
| 117. | Patrick Rafter     | 6                | US Open, New York                               | Cemento                                         | 4T               | 6-3 6-2 6-7(5) 6-4            |                       |
| 118. | Andre Agassi       | 2                | US Open, New York                               | Cemento                                         | QF               | 6-7(7) 7-6(2) 7-6(2) 7-6(5)   |                       |
| 119. | Marat Safin        | 3                | US Open, New York                               | Cemento                                         | SF               | 6-3 7-6(5) 6-3                |                       |
| 2002 |                    |                  |                                                 |                                                 |                  |                               |                       |
| 120. | Tommy Haas         | 3                | US Open, New York                               | Cemento                                         | 4T               | 7-5 6-4 6-7(5) 7-5            |                       |
| 121. | Andre Agassi       | 6                | US Open, New York                               | Cemento                                         | F                | 6-3 6-4 5-7 6-4               |                       |

## Testa a testa contro i top ten
Testa a testa contro i top ten, in grassetto sono evidenziati i giocatori che sono stati numeri uno del mondo.
- Andre Agassi (20–14)
- Todd Martin (18–4)
- Jim Courier (16–4)
- Patrick Rafter (12–4)
- Petr Korda (12–5)
- Goran Ivanišević (12–6)
- Boris Becker (12–7)
- Michael Chang (12–8)
- Yevgeny Kafelnikov (11–2)
- Cédric Pioline (9–0)
- Jonas Björkman (9–1)
- Greg Rusedski (9–1)
- Thomas Enqvist (9–2)
- Thomas Muster (9–2)
- Stefan Edberg (8–6)
- Karol Kučera (7–1)
- Mark Philippoussis (7–3)
- Magnus Larsson (7–4)
- Wayne Ferreira (7–6)
- Tim Henman (6–1)
- Andrij Medvedjev (6–2)
- Magnus Gustafsson (5–0)
- Aaron Krickstein (5–1)
- Tommy Haas (5–3)
- Ivan Lendl (5–3)
- Guy Forget (5–4)
- Brad Gilbert (5–4)
- Magnus Norman (4–1)
- Marc Rosset (4–1)
- Vince Spadea (4–1)
- Àlex Corretja (4–2)
- Lleyton Hewitt (4–5)
- Michael Stich (4–5)
- Richard Krajicek (4–6)
- Sébastien Grosjean (3–0)
- Nicolás Lapentti (3–0)
- John McEnroe (3–0)
- Nicolas Kiefer (3–1)
- Carlos Moyá (3–1)
- Marat Safin (3–4)
- Guillermo Cañas (2–0)
- Jimmy Connors (2–0)
- Andrés Gómez (2–0)
- Anders Järryd (2–0)
- Alberto Mancini (2–0)
- Marcelo Ríos (2–0)
- Thomas Johansson (2–1)
- Gustavo Kuerten (2–1)
- Emilio Sánchez (2–1)
- Mats Wilander (2–1)
- Henri Leconte (2–2)
- Sergi Bruguera (2–3)
- Carlos Costa (1–1)
- Kevin Curren (1–1)
- Andy Roddick (1–2)
- Roger Federer (0–1)
- Miloslav Mečíř (0–1)
- Yannick Noah (0–1)
- Jay Berger (0–1)
- Mikael Pernfors (0–2)

Giocatori con record positivo contro Sampras:
1. Andrew Ilie (0–1)
2. Harel Levy (0–1)
3. Paul Henri Mathieu (0–1)
4. Sammy Giammalva jr. (0–1)
5. Leif Shiras (0–1)
6. Paul Annacone (0–1)
7. Mark Koevermans (0–1)
8. Oliver Gross (0–1)
9. Gilbert Schaller (0–1)
10. Arnaud Di Pasquale (0–1)
11. Alberto Martín (0–1)
12. Fernando González (0–1)
13. Leander Paes (0–1)
14. Gilbert Schaller (0–1)
15. Christian Saceanu (0–1)
16. George Bastl (0–1)
17. Yannick Noah (0–1)
18. Jay Berger (0–1)
19. Mark Keil (0–1)
20. Roger Federer (0-1)
21. Miloslav Mečíř (0–1)
22. Mikael Pernfors (0–2)
23. Maks Mirny (1–2)
24. Derrick Rostagno (1–2)
25. Christo van Rensburg (1–2)
26. Andy Roddick (1–2)
27. Paul Haarhuis (1–3)
28. Sergi Bruguera (2–3)
29. Marat Safin (2–4)
30. Michael Stich (4-5)
31. Lleyton Hewitt (4–5)
32. Richard Krajicek (4-6)

## Record
- Maggior numero di titoli agli US Open (5) nell'era Open (insieme a Roger Federer e Jimmy Connors)
- Maggior numero di finali agli US Open (8) (insieme a Ivan Lendl).
- 11 anni consecutivi con almeno una finale Slam (insieme a Ivan Lendl).
- 5 o più titoli in 2 differenti tornei del Grande Slam (7 titoli a Wimbledon e 5 agli US Open).
- Più giovane vincitore degli US Open a 19 anni e 28 giorni nel 1990.
- 6 anni consecutivi numero 1 a fine anno, dal 1993 al 1998.
- È stato per 286 settimane al vertice del ranking ATP. Era il primo giocatore nella classifica di tutti i tempi, fino a quando Roger Federer non l'ha superato nel 2012. Il record assoluto appartiene a Steffi Graf, che è stata numero 1 del tennis femminile per 377 settimane[1].
- Con 14 tornei dello Slam vinti è il quarto giocatore ad aver vinto il maggior numero di tornei dello Slam nella storia del tennis, dopo Novak Đoković, Rafael Nadal e Roger Federer[1].
- Si è aggiudicato almeno un torneo dello Slam per otto anni consecutivi, secondo solo ai dieci anni consecutivi di Nadal e alla pari di Borg e Federer[1].